# Olti Hyseni
Olti Hyseni (født 7. juli 2007) er en dansk/kosovar fodboldspiller som spiller for Sønderjyske Fodbold. Han spillede ungdomsfodbold i SUB Sønderborg, inden ham som 13-årig i 2020 skiftede til akademiet i Sønderjyske Fodbold og i 2023 skrev sin første fuldtidskontrakt med samme klub. Han gør sig primært som venstre kant, men kan også spille højre kant og central midtbane.

## Karriere

### Klubkarriere
Han fik sin førsteholdsdebut for Sønderjyske Fodbold i en alder af 16 år, den 27. september 2023 i en 4-0 sejr på Østerbro Stadion over B.93 i 1. division, hvor han kom ind i 80. minut og lagde op til målet til 4-0 fem minutter senere i minut 85. 
Han scorede sit første professionelle mål i en sejr over Næstved Boldklub på Sydbank Park den 24. november 2023, hvor han som indskifter scorede kampens sidste mål til slutresultatet 4-1. Han blev dermed den daværende yngste spiller i Sønderjyske Fodbolds historie til at score et gældende mål i en alder af 16 år, fire måneder og syv dage. Han overtog rekorden fra Simon Poulsen som scorede i en pokalkamp for Sønderjyske i en alder af 16 år og 11 måneder i 2001. 
Den 28. december 2023 skrev han sin første fuldtidskontrakt med Sønderjyske, gældende til 2026. 

### Landsholdskarriere
Han fik debut på Danmarks U16-landshold den 2. april 2023 og scorede to mål i en 7-0 sejr over Saudi Arabiens U16-landshold. Den 11. oktober 2023, fik han debut for Danmarks U17-landshold. Også her scorede han i sin debut, i en 4-1 sejr over Litauens U17-landshold i en kvalifikationskamp til U/17 Europamesterskabet i fodbold 2024.

## Privat
Olti Hyseni er født i Danmark, men begge hans forældre er flygtninge fra Kosovo og dermed kan han også repræsentere Kosovo på landsholdsniveau. Hyseni har dog gjort det klart at det ikke er i hans overvejelser at repræsentere Kosovo og at han opfatter sig selv mest som dansker, selvom at han efter eget udsagn også har lidt Kosovo i sig. Hans far fik opholdstilladelse i 2007, og kom til Danmark blot én dag før Hyseni blev født. Hysenis mor kom til Danmark i 1999. 